# Kanton La Région Limouxine
Der Kanton La Région Limouxine ist ein französischer Wahlkreis im Département Aude in der Region Okzitanien. Er umfasst 35 Gemeinden im Arrondissement Limoux und hat sein bureau centralisateur in Limoux. Bei der landesweiten Neuordnung der französischen Kantone Anfang 2015 erhielt der alte Kanton Limoux zunächst einen neuen Zuschnitt, bevor er durch einen weiteren Erlass zum 1. Januar 2016 in La Région Limouxine umbenannt wurde.

## Gemeinden
Der Kanton besteht aus 35 Gemeinden mit insgesamt 20.186 Einwohnern (Stand: 1. Januar 2022) auf einer Gesamtfläche von 390,02 km²:
| Gemeinde                    | Einwohner 1. Januar 2022 | Fläche km² | Dichte Einw./km² | Code INSEE | Postleitzahl |
| --------------------------- | ------------------------ | ---------- | ---------------- | ---------- | ------------ |
| Ajac                        | 198                      | 5,29       | 37               | 11003      | 11300        |
| Alet-les-Bains              | 384                      | 23,54      | 16               | 11008      | 11580        |
| Belcastel-et-Buc            | 60                       | 14,15      | 4                | 11029      | 11580        |
| Bouriège                    | 151                      | 10,65      | 14               | 11045      | 11300        |
| Bourigeole                  | 55                       | 9,08       | 6                | 11046      | 11300        |
| Castelreng                  | 207                      | 11,02      | 19               | 11078      | 11300        |
| Caunette-sur-Lauquet        | 11                       | 4,97       | 2                | 11082      | 11250        |
| Cépie                       | 603                      | 6,61       | 91               | 11090      | 11300        |
| Clermont-sur-Lauquet        | 30                       | 18,29      | 2                | 11094      | 11250        |
| Cournanel                   | 664                      | 6,34       | 105              | 11105      | 11300        |
| Festes-et-Saint-André       | 187                      | 18,07      | 10               | 11142      | 11300        |
| Gaja-et-Villedieu           | 309                      | 7,75       | 40               | 11158      | 11300        |
| Gardie                      | 128                      | 4,65       | 28               | 11161      | 11250        |
| Greffeil                    | 94                       | 13,67      | 7                | 11169      | 11250        |
| La Bezole                   | 47                       | 6,51       | 7                | 11039      | 11300        |
| La Digne-d’Amont            | 290                      | 3,61       | 80               | 11119      | 11300        |
| La Digne-d’Aval             | 526                      | 3,14       | 168              | 11120      | 11300        |
| Ladern-sur-Lauquet          | 257                      | 24,64      | 10               | 11183      | 11250        |
| Limoux                      | 10.339                   | 32,41      | 319              | 11206      | 11300        |
| Loupia                      | 253                      | 4,46       | 57               | 11207      | 11300        |
| Magrie                      | 543                      | 9,95       | 55               | 11211      | 11300        |
| Malras                      | 437                      | 4,22       | 104              | 11214      | 11300        |
| Pauligne                    | 363                      | 6,06       | 60               | 11274      | 11300        |
| Pieusse                     | 967                      | 12,92      | 75               | 11289      | 11300        |
| Pomas                       | 985                      | 10,15      | 97               | 11293      | 11250        |
| Saint-Couat-du-Razès        | 43                       | 6,40       | 7                | 11338      | 11300        |
| Saint-Hilaire               | 713                      | 23,02      | 31               | 11344      | 11250        |
| Saint-Martin-de-Villereglan | 386                      | 9,38       | 41               | 11355      | 11300        |
| Saint-Polycarpe             | 160                      | 13,81      | 12               | 11364      | 11300        |
| Tourreilles                 | 132                      | 6,29       | 21               | 11394      | 11300        |
| Véraza                      | 32                       | 14,66      | 2                | 11406      | 11580        |
| Villardebelle               | 61                       | 13,14      | 5                | 11412      | 11580        |
| Villar-Saint-Anselme        | 117                      | 5,88       | 20               | 11415      | 11250        |
| Villebazy                   | 140                      | 12,18      | 11               | 11420      | 11250        |
| Villelongue-d’Aude          | 314                      | 13,11      | 24               | 11427      | 11300        |
| Kanton La Région Limouxine  | 20.186                   | 390,02     | 52               | 1109       | –            |

## Politik
| Vertreter im Departementrat | Vertreter im Departementrat                | Vertreter im Departementrat |
| Amtszeit                    | Namen                                      | Partei                      |
| --------------------------- | ------------------------------------------ | --------------------------- |
| 2015–                       | Pierre Bardies Rose-Marie Jalabert-Tailhan | PS                          |